# 奥尔内克遗址
奥尔内克是公元8至12世纪的一座中亚城市，是塔拉斯河流域的重要贸易城市。现遗址位于哈萨克斯坦江布尔州。该城作为突厥部落兴起，后发展为丝绸之路上的城市。奥尔内克城的中央为四边形的地形，31座塔坐落在四周。在中央地带发现了中世纪的清真寺。